# Chloe Chambers
Chloe Chambers (Guangdong, 14 juni 2004) is een Amerikaans autocoureur.

## Carrière
Chambers maakte haar autosportdebuut in het karting in 2014, toen zij deelnam aan de Rotax Micro Max-klasse van de Florida Winter Tour. In 2017 werd zij zevende in dit kampioenschap. In 2019 beleefde zij haar meest succesvolle seizoen in de karts, met een derde plaats in de X30 Junior-klasse van de SKUSA SuperNationals XXIII en een achtste plaats in de Junior ROK-klasse van de Florida Winter Tour. In 2020 nam zij opnieuw deel in dit laatste kampioenschap, met ditmaal een vijfde plaats in de eindstand.
In 2021 maakte Chambers de overstap naar het formuleracing, toen zij deelnam aan het Amerikaans Formule 4-kampioenschap voor het team Future Star Racing. Zij behaalde haar beste resultaat met een zevende plaats op de Brainerd International Raceway, maar omdat er minder dan een volledige ronde onder race-omstandigheden werd verreden, werden hiervoor geen punten uitgereikt. Hiernaast was een tiende plaats op de Mid-Ohio Sports Car Course haar beste klassering, waardoor zij met 1 punt op plaats 26 in het klassement eindigde. Dat jaar nam zij tevens deel aan een aantal races in de YACademy Winter Series en de Eastern Pro 4 Challenge.
In 2022 werd Chambers, samen met veertien andere potentiële deelnemers, uitgenodigd voor een test van de W Series in Arizona. Later werd zij uitgekozen voor een tweede test op het Circuit de Barcelona-Catalunya, voordat zij door de organisatie werd geselecteerd om aan het volledige W Series-seizoen deel te nemen. Op het Miami International Autodrome behaalde zij haar enige kampioenschapspunt door tiende in de race te worden, waardoor zij als zestiende in het klassement eindigde.
In 2023 kwam Chambers uit in het Formula Regional Oceania Championship, waarin zij voor Giles Motorsport reed. In het laatste raceweekend op het Taupo Motorsport Park werd zij de eerste vrouwelijke coureur die in dit kampioenschap een race wist te winnen. Dit was tevens haar enige podiumfinish van het seizoen. Met 176 punten werd zij negende in de eindstand.
In 2024 stapte Chambers over naar de F1 Academy, waarin zij met steun van het Formule 1-team van Haas voor Campos Racing rijdt. Zij won haar eerste race in Barcelona, een weekend waarin zij nog een podiumfinish behaalde, en eindigde ook op het Miami International Autodrome en het Yas Marina Circuit op het podium. Met 122 punten werd zij zesde in het klassement.
In 2025 blijft Chambers actief in de F1 Academy bij Campos, maar krijgt zij steun van de combinatie tussen Red Bull Racing en Ford.